# Live at the Beeb
Live at the Beeb — двойной концертный альбом шотландской хард-рок-группы Nazareth, вышедший в 1998 году и содержащий записи живых выступлений коллектива для BBC Radio 1 с 1972 по 1977 года. Представленный на пластинке материал, помимо собственного репертуара квинтета, содержит множество кавер-версий.

## Об альбоме
В альбом вошли записи девяти сессий разных лет. Четыре из которых (собраны на первом компакт-диске) предназначались для программы Боба Харриса «Sounds of the 70s», четыре концерта (собраны на втором компакт-диске) шли в рамках программы «In Concert» и её разновидности «Sight & Sound in Concert». В большинстве случаев выступления группы проходили в лондонской студии Би-би-си Paris Cinema.

## Реакция критики
Американская музыкальная онлайн-база данных AllMusic так описывала содержание дисков: «До появления MTV в 1980-х у рок-групп был только один способ добиться успеха — непрерывные хардкорные гастроли. Nazareth были одними из лучших дорожников 1970-х, и двойник Live at the Beeb, выпущенный в 1998 году, доказывает это. Записанный во время многочисленных концертных выступлений группы на британском радио BBC с 1972 по 1977 год, Live at the Beeb запечатлел Nazareth на пике своей популярности и могущества хеви-метала». По мнению Штефана Гласа из немецкого издания Rock Hard «прокуренный голос Дэна Маккаферти поражает слушателя также, как старинный шотландский виски». Алексей Глебов, главный редактор российского культурно-просветительского издания Rock City, также считал, что эти архивные записи стали подарком любителям старого доброго хард-рока, а «представлять 25 классических композиций группы (а тем более описывать словами) вряд ли имеет смысл».

## Список композиций
Слова и музыка всех песен — Мэнни Чарлтон, Дэн Маккаферти, Пит Эгнью, Дэрел Свит, кроме отмеченных.
| №   | Название                                          | Автор(ы)                                  | Длительность |
| --- | ------------------------------------------------- | ----------------------------------------- | ------------ |
| 1.  | «Called Her Name» (дата записи: 08.06.1972)       |                                           | 4:09         |
| 2.  | «Fool About You» (дата записи: 08.06.1972)        |                                           | 2:48         |
| 3.  | «Hard Living» (дата записи: 13.11.1972)           |                                           | 2:59         |
| 4.  | «Goin’ Down» (дата записи: 13.11.1972)            | Дон Никс                                  | 4:01         |
| 5.  | «Razamanaz» (дата записи: 26.03.1973)             |                                           | 4:15         |
| 6.  | «Broken Down Angel» (дата записи: 26.03.1973)     |                                           | 4:03         |
| 7.  | «Night Woman» (дата записи: 26.03.1973)           |                                           | 3:25         |
| 8.  | «Too Bad Too Sad» (дата записи: 13.08.1973)       |                                           | 2:50         |
| 9.  | «Turn On Your Receiver» (дата записи: 13.08.1973) |                                           | 3:36         |
| 10. | «Bad Bad Boy» (дата записи: 13.08.1973)           |                                           | 3:34         |
| 11. | «Shapes of Things» (дата записи: 08.04.1974)      | Джим Маккарти, Кит Релф, Пол Самвелл-Смит | 6:17         |
| 12. | «Silver Dollar Forger» (дата записи: 08.04.1974)  |                                           | 5:36         |
| 13. | «Glad When You’re Gone» (дата записи: 08.04.1974) |                                           | 4:16         |
| 14. | «Jet Lag» (дата записи: 08.04.1974)               |                                           | 6:39         |

| №                   | Название                                                             | Автор(ы)                   | Длительность |
| ------------------- | -------------------------------------------------------------------- | -------------------------- | ------------ |
| 1.                  | «Dear John» (дата записи: 13.01.1972)                                |                            | 3:51         |
| 2.                  | «Morning Dew» (дата записи: 13.01.1972)                              | Бонни Добсон, Тим Роуз     | 6:47         |
| 3.                  | «Vigilante Man» (дата записи: 04.01.1973)                            | Вуди Гатри                 | 5:32         |
| 4.                  | «Paper Sun» (дата записи: 04.01.1973)                                | Джим Капальди, Стив Уинвуд | 5:17         |
| 5.                  | «Woke Up This Morning / Boogie» (дата записи: 04.01.1973)            |                            | 9:45         |
| 6.                  | «Love Hurts» (дата записи: 24.11.1977)                               | Будло и Фелис Брайант      | 4:21         |
| 7.                  | «Expect No Mercy» (дата записи: 24.11.1977)                          |                            | 3:44         |
| 8.                  | «This Flight Tonight» (дата записи: 24.11.1977)                      | Джони Митчелл              | 3:41         |
| 9.                  | «Whiskey Drinking Woman / Hair of the Dog» (дата записи: 24.11.1977) |                            | 7:14         |
| 10.                 | «Teenage Nervous Breakdown» (дата записи: 24.11.1977)                | Лоуэлл Джордж              | 3:40         |
| 11.                 | «Road Ladies» (дата записи: 27.11.1975)                              | Фрэнк Заппа                | 7:04         |
| Общая длительность: | Общая длительность:                                                  | Общая длительность:        | 119:24       |

## Участники записи
Приведены по сведениям базы данных Discogs.
Nazareth:
- Дэн Маккаферти — вокал
- Мэнни Чарлтон — гитара
- Питер Эгнью — бас-гитара, бэк-вокал
- Дэрел Свит — ударные

Производственный персонал:
- Джефф Гриффин — музыкальный продюсер (Диск 1: треки 3, 4, 8, 9, 10; Диск 2: треки 1—11)
- Малькольм Браун — музыкальный продюсер (Диск 1: треки 1, 2)
- Пит Рицема — музыкальный продюсер (Диск 1: треки 5, 6, 7, 11, 12, 13, 14)
- Билл Эйткен — звукорежиссёр (Диск 1: треки 5, 6, 7)
- Майк Фрэнкс — звукорежиссёр (Диск 1: треки 1, 2)
- Майк Хардинг — звукорежиссёр (Диск 1: треки 1, 2)
- Эндрю Бакл — художественное оформление, дизайн
- Red Steel Productions — художественное оформление, дизайн
- ABEX Services — графика
- Дэрел Свит — фотографии
- Мэнни Чарлтон — фотографии
- Роберт М. Корич — фотографии
- Джо Гисин — автор текста для буклета